# Ilse Stöbe

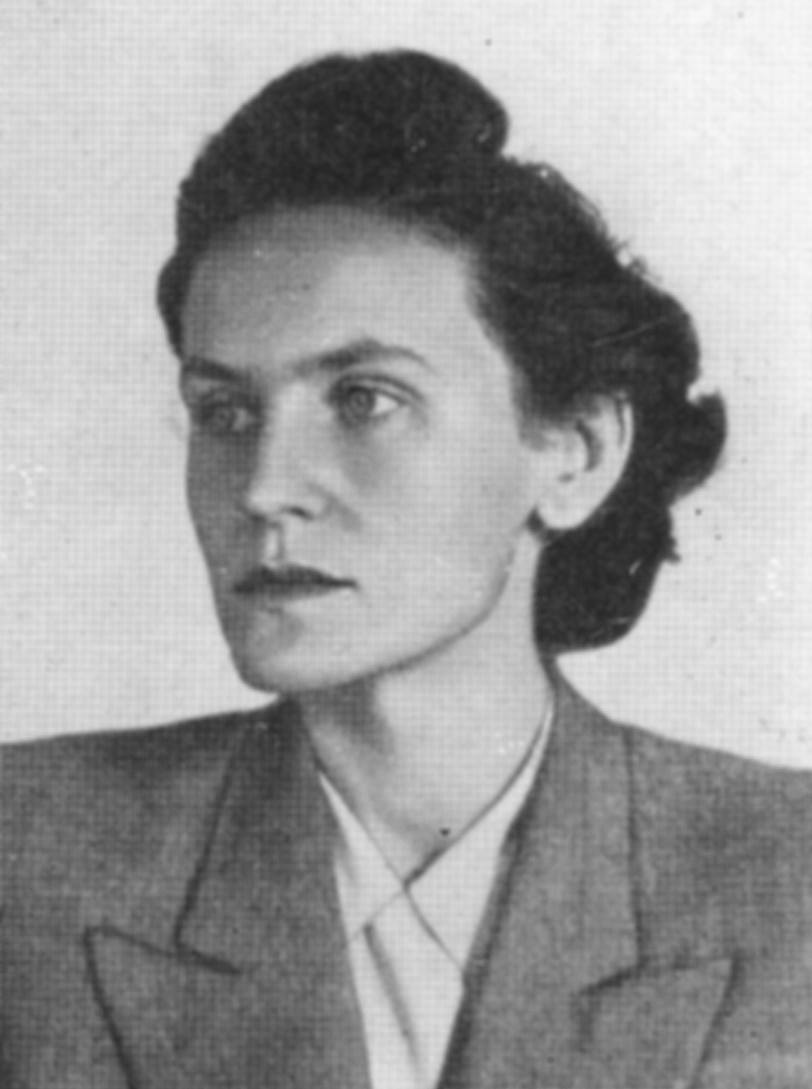
Porträtfoto von Ilse Stöbe

Ilse Frieda Gertrud Stöbe (* 17. Mai 1911 in Berlin; † 22. Dezember 1942 in Berlin-Plötzensee) war eine deutsche Journalistin, die sich seit den 1930er-Jahren am Widerstand gegen den Nationalsozialismus beteiligte.

## Leben

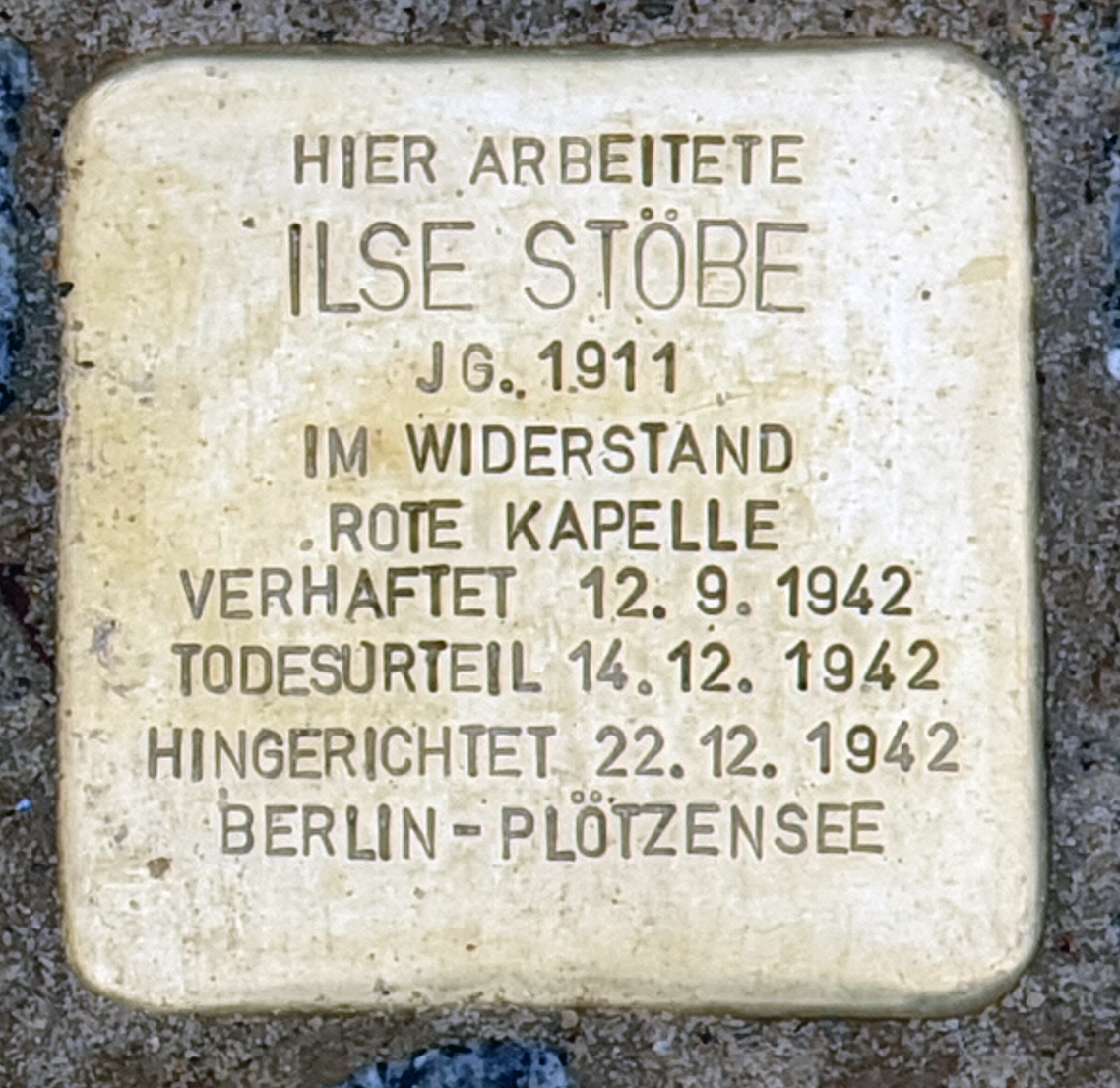
Stolperstein am Haus, Wilhelmstraße 92, in Berlin-Mitte

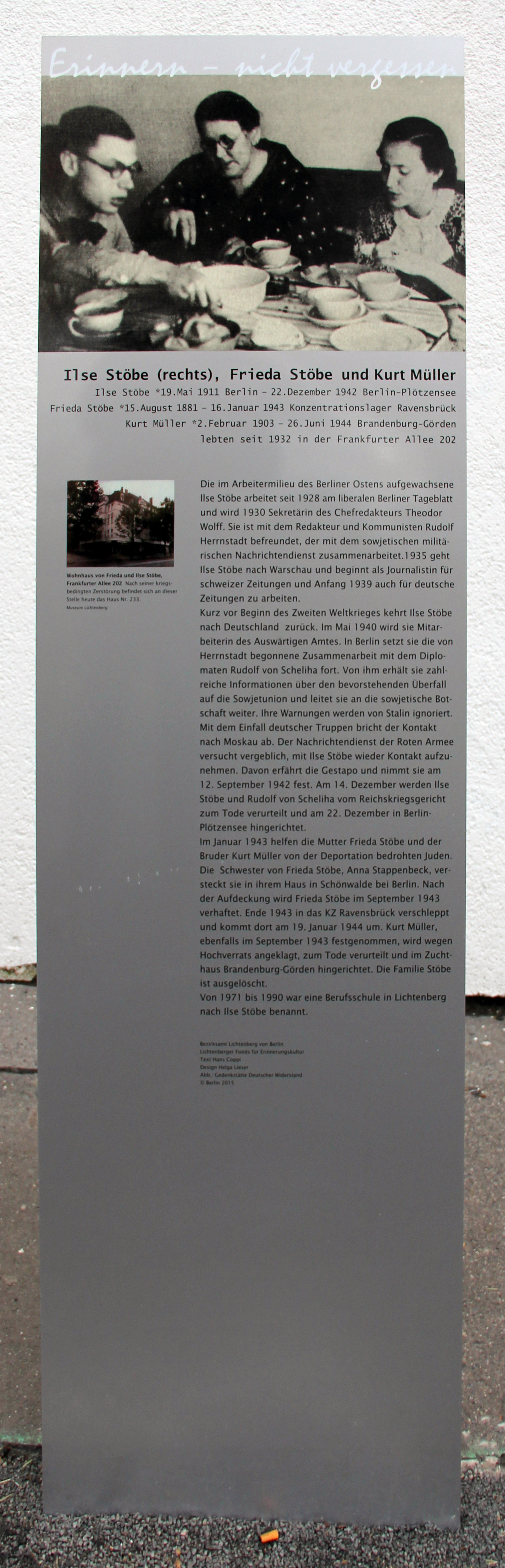
Gedenktafel, Frankfurter Allee 233, in Berlin-Lichtenberg

Ilse Stöbe war die einzige Tochter des Tischlers Max Stöbe und dessen Ehefrau Frieda, geborene Schumann, verwitwete Müller. Sie hatte einen acht Jahre älteren Halbbruder aus der ersten Ehe ihrer Mutter, Kurt Müller. Sie wuchs in der Mainzer Straße 1 in Berlin-Lichtenberg auf. Über ihre Jugend gibt es nur wenige Informationen; viele davon stammen aus späteren Verhören ihres von den Nationalsozialisten als Hochverräter angeklagten Halbbruders.
Nach dem Abschluss der Volksschule besuchte Stöbe eine Handelsschule und erlernte den Beruf einer Stenotypistin. Sie war zunächst im Verlagshaus von Rudolf Mosse beschäftigt und war von 1931 bis 1933 Sekretärin des Journalisten Theodor Wolff beim Berliner Tageblatt. Sie lernte bei ihm Rudolf Herrnstadt kennen, mit dem sie sich nach Aussage ihres Bruders verlobt haben soll. Wolff schrieb in Frankreich 1937 den Roman Die Schwimmerin, in dem er seine Altersliebe zu Ilse Stöbe schilderte und den er verfilmen lassen wollte.
Ab 1931 hat sie angeblich wie Herrnstadt für den sowjetischen Militärnachrichtendienst GRU gearbeitet (siehe unten). Herrnstadt baute „im Auftrag des ZK“ eine nachrichtendienstliche Gruppe auf, der neben ihm und Stöbe Gerhard Kegel und dessen Ehefrau Charlotte Vogt, zeitweise auch der spätere Verleger Helmut Kindler und der Rechtsanwalt Lothar Bolz angehört haben. Mit Herrnstadt zog Stöbe im Februar 1933 nach Warschau, wo sie bis September 1939 Auslandskorrespondentin für die Neue Zürcher Zeitung war und auch für andere Schweizer Zeitungen schrieb. Sie wurde 1934 Kulturreferentin der NSDAP-Auslandsorganisation in Polen. Eine NSDAP-Mitgliedschaft konnte nicht nachgewiesen werden (wie übrigens auch keine reguläre KPD-Mitgliedschaft).
Helmut Kindler zufolge blieb sie mit Herrnstadt als ihrem Jugendfreund in Kontakt. Während der Olympischen Sommerspiele 1936 in Berlin lernte Stöbe den Schweizer Verleger Rudolf Huber kennen, der ihr testamentarisch einen Großteil seines Vermögens hinterließ, als er 1940 starb.
Kurz vor dem deutschen Überfall auf Polen kehrte sie aus Warschau nach Berlin zurück und wurde in der Informationsabteilung des Auswärtigen Amtes tätig. Dort lernte sie Carl Helfrich kennen, mit dem sie bis zu ihrer Verhaftung 1942 zusammenlebte. Er war ihrem Testament zufolge Mieter ihrer Wohnung in der Ahornallee 48 in Berlin-Charlottenburg.
Gerhard Kegel, der 1935 bis 1943 Angestellter des Auswärtigen Amtes in Berlin war, will Ilse Stöbe nach ihrer Rückkehr aus Polen bei ihrer heimlichen nachrichtendienstlichen Tätigkeit unterstützt haben. Sie soll diese Tätigkeit bis zu ihrer Verhaftung 1942 fortgesetzt haben.
Am 12. September 1942 verhaftete die Gestapo Ilse Stöbe wegen angeblicher Spionage für die Sowjetunion. Sie wurde am 14. Dezember 1942 zusammen mit Rudolf von Scheliha vom Reichskriegsgericht zum Tod verurteilt, weil sie laut Anklage Scheliha geholfen haben soll, für Geld Staatsgeheimnisse an das Ausland zu verraten. In der kurzen Verhandlung soll sie nach Aussage eines Richters voll geständig gewesen sein, während Scheliha ein eventuell durch Folter erpresstes Geständnis zu widerrufen versucht habe. Am 22. Dezember wurde Ilse Stöbe zusammen mit Harro Schulze-Boysen, Arvid Harnack, Scheliha und sieben weiteren als Mitgliedern der „Roten Kapelle“ Verurteilten in Plötzensee hingerichtet.
Stöbes Mutter wurde ebenfalls verhaftet und ins KZ Ravensbrück deportiert, wo sie „1943 umgekommen“ ist. Stöbes Bruder Kurt Müller konnte sich zunächst der Verhaftung entziehen und seine Widerstandstätigkeit mit der Widerstandsgruppe „Europäische Union“ fortsetzen. Er wurde im September 1943 verhaftet und am 26. Juni 1944 hingerichtet.

## Unsichere Quellenlage hinsichtlich der GRU-Tätigkeit
Aussagen zur angeblichen Spionagetätigkeit für die GRU stammen aus einem etwa November 1942 verfassten Gestapo-Bericht über die „Rote Kapelle“. Danach habe ein abgehörter sowjetischer Funkspruch an Berliner NS-Gegner sie namentlich genannt; sowjetische Fallschirmspringer-Agenten hätten mit ihr Kontakt aufnehmen sollen. Zudem berief sich der Bericht auf ihre Warschauer Kontakte zu Rudolf Herrnstadt. Dieser hatte in einem Bericht an die sowjetische Seite im Mai 1939 eine ungenannte Journalistin mit dem Codenamen „Alta“ erwähnt. Die Gestapo nannte den Herrnstadt-Kreis mit Stöbe später „Gruppe Alta“.
Diese Gruppe habe den sowjetischen Geheimdienst über Adolf Hitlers Weisung Nr. 21 vom 18. Dezember 1940 zur Vorbereitung des „Falls Barbarossa“ informiert, Stalin ignorierte jedoch alle vergleichbaren Warnungen seiner Dienste vor dem für Mai/Juni 1941 geplanten Überfall Deutschlands auf die Sowjetunion als Desinformationen.
Mit welchen anderen NS-Gegnern in Berlin Stöbe tatsächlich Kontakt hatte, welche Nachrichten sie an die Sowjetunion weitergab und was genau die Gestapo ihr vorwarf, ist nicht im Detail bekannt. Irina Liebmann erwähnt in der Geschichte ihres Vaters einen Bericht über die Tätigkeit von Ilse Stöbe in der Zeitschrift für Militärgeschichte von Pjotr Iwaschutin mit dem Titel: „Sie berichtete genau“.

## Rezeption
In der Prawda erschien vom 1. bis 5. Juli 1967 ein als sensationeller Tatsachenbericht aufgemachter Artikel über Ilse Stöbe unter dem Titel „Ihr Name war Alta“, der ihre Verdienste als Spionin für die Sowjets schilderte. Die Darstellung berief sich auf sowjetische Geheimdienstberichte, ohne genaue Quellen anzugeben. 1969 wurde Stöbe von der Sowjetunion posthum als „Kundschafterin“ mit dem Rotbannerorden ausgezeichnet. 1974 erschien in der Sowjetunion der Roman Die innere Front von Juri Korolkow über den Widerstand von deutschen Kommunisten, der Stöbe erwähnte, aber ebenfalls keine überprüfbaren Quellen angab.
In der Bundesrepublik Deutschland erschien 1972 Heinz Höhnes Buch Kennwort Direktor über die „Rote Kapelle“, dessen Aussagen über Ilse Stöbe fast ausschließlich aus Gestapoberichten und fragwürdigen Angaben ehemaliger NS-Militärrichter wie Manfred Roeder stammten.
In den 1970er Jahren trug eine kommunale Berufsschule in der Rummelsburger Marktstraße in Ost-Berlin den Ehrennamen Ilse Stöbe. Nach der deutschen Wiedervereinigung 1990 wurde diese Schule umbenannt.
1994 erschien ein im Auftrag der Gedenkstätte Deutscher Widerstand erstellter Aufsatz von Ulrich Sahm über Ilse Stöbe. Sahm überprüfte die bisherigen Angaben über Stöbe und bezeichnete einen Großteil davon als unzuverlässig. Er bewertete die NS-Anklage gegen Stöbe als Gestapo-Konstrukt, um den bekannten NS-Gegner Scheliha ermorden zu können, auch das ist nur eine Vermutung. Er dokumentierte neben dem Todesurteil erstmals drei Abschiedsbriefe und ein Testament, die Ilse Stöbe in ihren letzten Lebenstagen in Gestapohaft an Carl Helfrich und ihre Mutter geschrieben hat.
2006 ehrte der russische Botschafter in Belgien Ilse Stöbe mit anderen „Helden der Roten Kapelle“ für ihren Widerstandskampf. Ein Gutachten des Instituts für Zeitgeschichte kam zum Fazit, dass „die Voraussetzungen für eine öffentliche Würdigung Ilse Stöbes in Deutschland gegeben“ seien. Sowohl aus wissenschaftlicher als auch aus politisch-ethischer Sicht sei auch für jene Widerständler, die mit den Kriegsgegnern Deutschlands kooperierten, der Vorwurf des Verrats abzulehnen. Am 10. Juli 2014 wurde demgemäß in einer Gedenkstunde ihr Name in die Gedenktafel des Auswärtigen Amts im Haus am Werderschen Markt eingetragen. Sie ist die erste Frau auf der Gedenktafel.
Seit dem 12. November 2015 erinnert in der Frankfurter Allee 233 in Berlin-Lichtenberg eine Gedenkstele an die Familie Stöbe.
Am 5. November 2021 wurde vor dem ehemaligen deutschen Außenministerium, Berlin-Mitte, Wilhelmstraße 92, ein Stolperstein für sie verlegt.